# Station Llanfairpwll
Llanfairpwll, ook bekend onder de lange naam Llanfairpwllgwyngyllgogerychwyrndrobwllllantysiliogogogoch, is een spoorwegstation van National Rail aan de North Wales Coast Line in Anglesey in Wales. Het station is eigendom van Network Rail en wordt beheerd door Transport for Wales. Het station is een request stop, waar treinen alleen stoppen op verzoek.

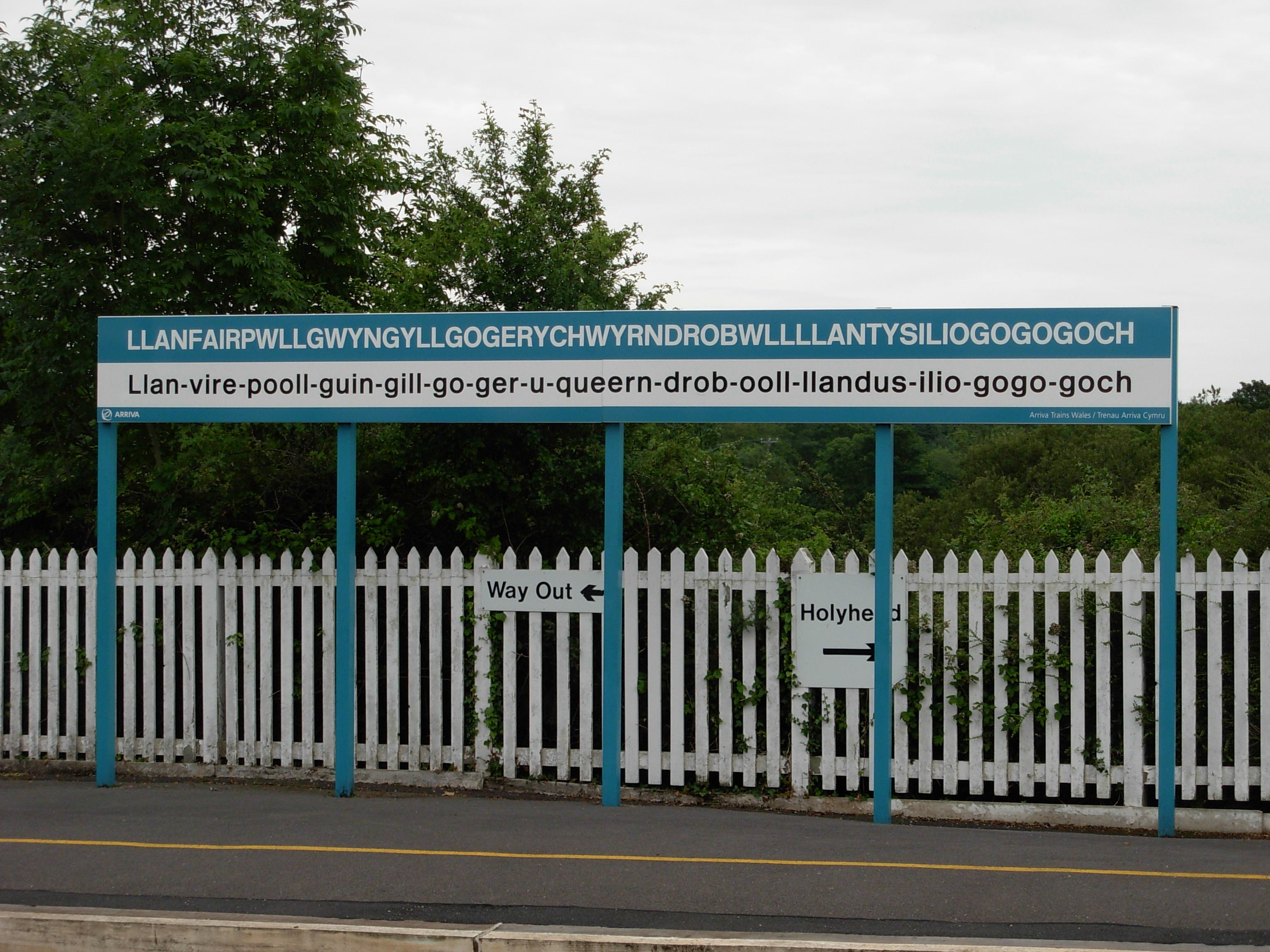
Naambord op het station
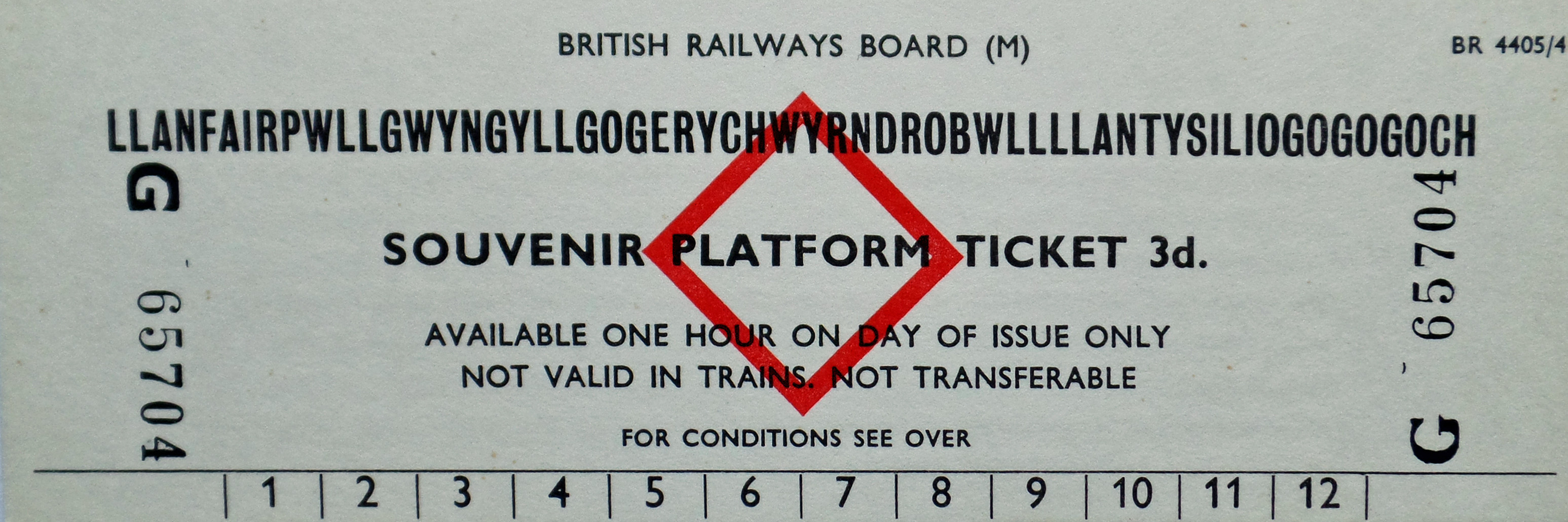
Perronkaartje, 1974
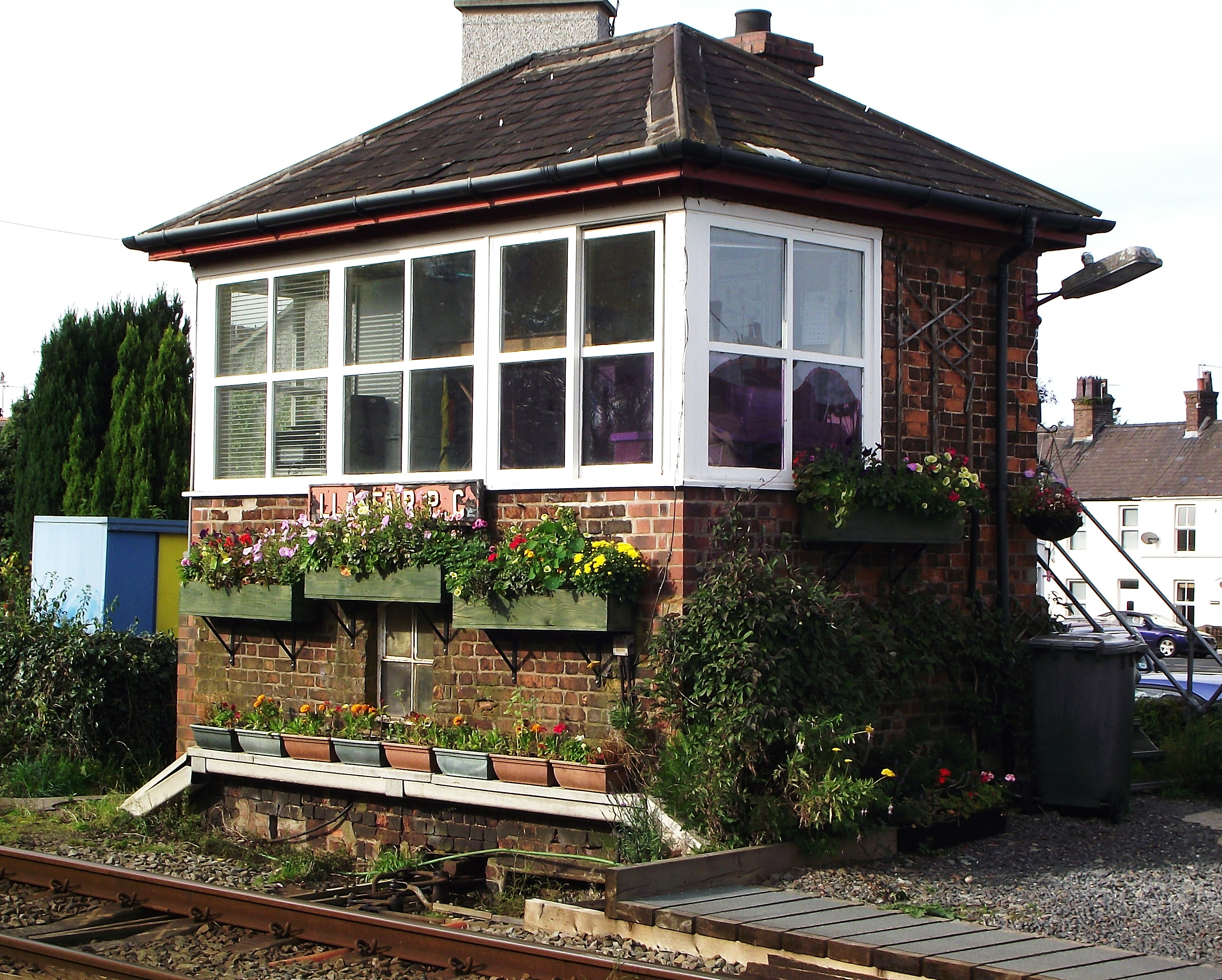
Seinhuis, 2014